# Sundbyvester Plads
Sundbyvester Plads er et trafikknudepunkt i Sundbyvester på Amager. Pladsens samlede areal er cirka 6100 m² og der er 25 parkeringspladser på pladsen. På pladsen er der desuden en legeplads.
Amagerbrogade forløber i pladsens østlige ende. Ejendommene Brohave I og II, beliggende på pladsens nordside (Amagerbrogade 232A-236, Sundbyvester Plads 2-4 og Stokrosevej 1-7), er tegnet af Valdemar Sander og opført 1930-32.

## Offentlig trafik
Først i 1937 blev sporvognslinje 2 forlænget fra Sundby Remise til Sundbyvester Plads, hvorved der opnåedes forbindelse til Amagerbanens rutebiler. Disse sørgede for eventuel videre befordring til Tårnby, Kastrup eller Dragør.
Linje 2 blev nedlagt som sporvogn i 1969, og siden har Sundbyvester Plads været indrettet som busterminal.